# تمثال لارسا
لارسا هو تمثال صغير من بلاد ما بين النهرين معروض في الغرفة 227 في متحف اللوفر ، من العصر البابلي القديم (2004-1595 قبل الميلاد). يصور رجلاً ملتحياً راكعاً ويؤدي إيماءة طقسية ويده إلى فمه. تم تكريس التمثال الصغير للإله أمورو من قبل أحد سكان لارسا من أجل الحفاظ على حياة الملك حمورابي .

## الوصف
تمثال صغير مصنوع من البرونز ويبلغ 19.6 سنتيمتر (7.7 بوصة) عالية ، 14.8 سنتيمتر (5.8 بوصة) طويل و 7.0 سنتيمتر (2.8 بوصة) واسع. تم طلاء وجه ولحية ويديه بالذهب أوراق الذهب . يرتدي الشخصية قبعة تشبه تلك التي يرتديها الزي الملكي ويضع يده على فمه ، في إشارة للصلاة. يصور الجانب الأيمن من قاعدة التمثال نفس الشخصية في نفس الموضع أمام الإله ، والذي يعرفه نقش طويل باسم أمورا ، إله الراعي الأموري . يتميز الجانب الأيسر بوجود ثور. الجبهة مزهرية صغيرة تستخدم للقرابين.
تم الحفاظ على التمثال الصغير بشكل جيد للغاية ، وله وجه مصور بدقة شديدة. تم شراؤها في عام 1931 ، بعد الحفريات الأثرية في لارسا .
رقم جرد اللوفر الخاص به هو AO 15704.

## معرض الصور

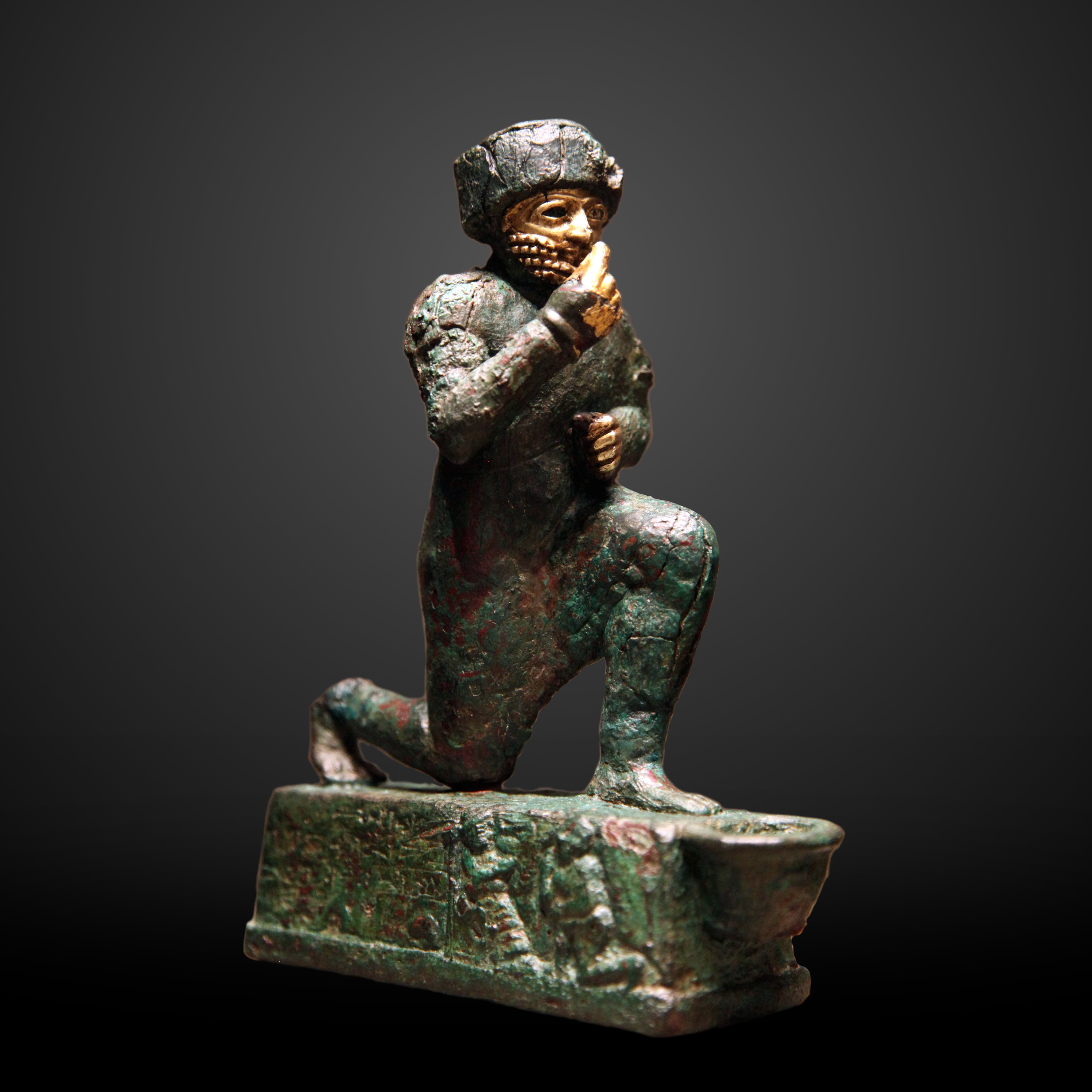
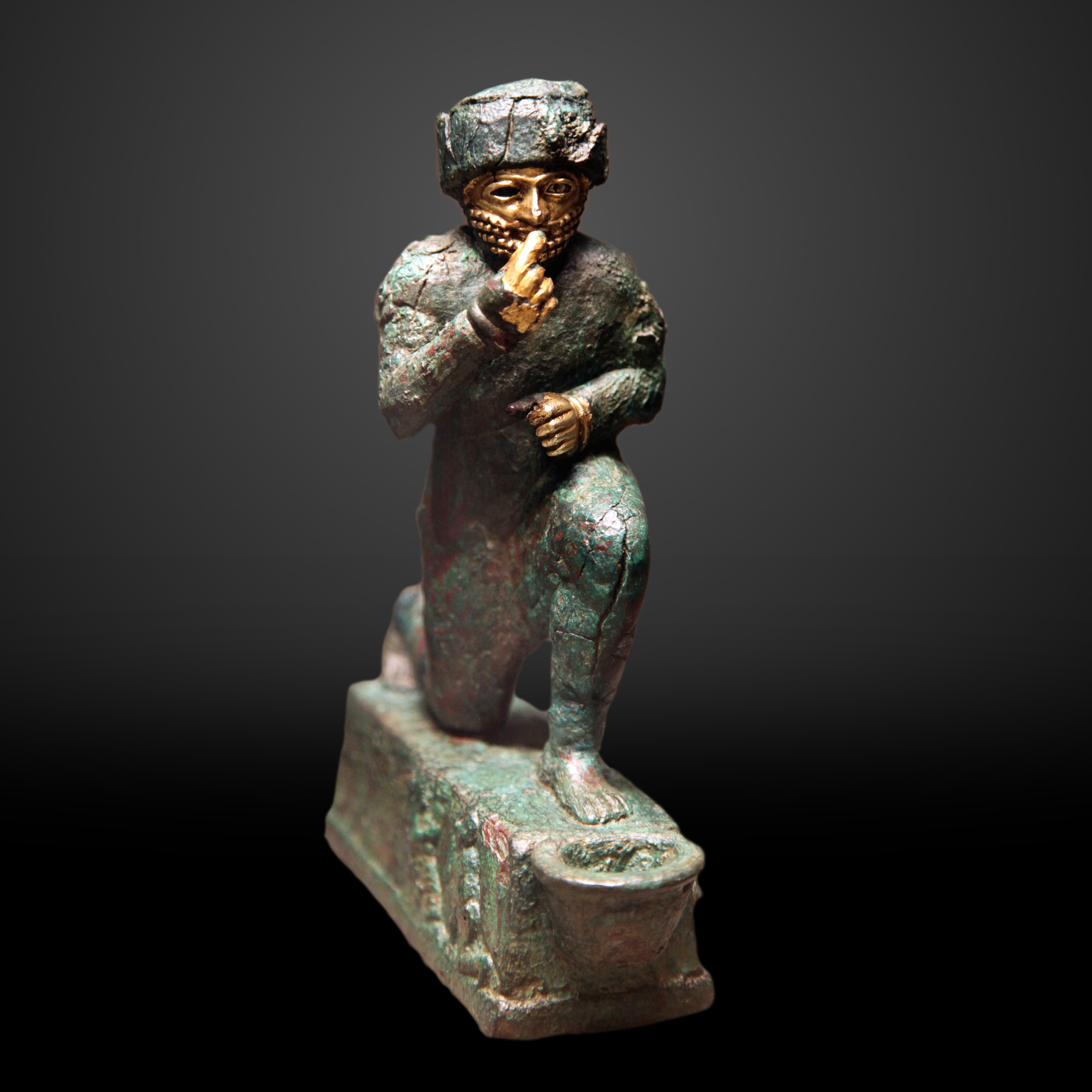
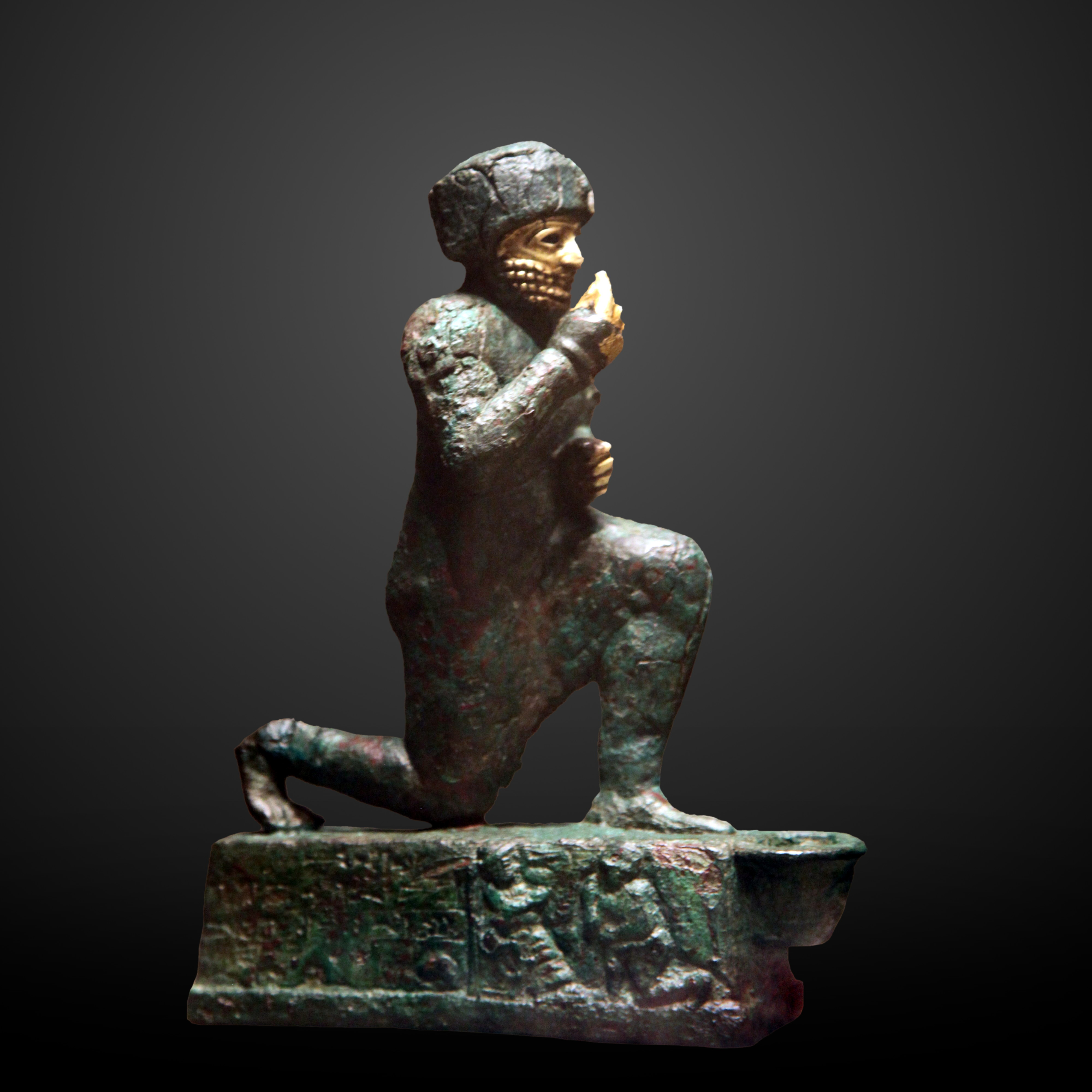